# جيمليمي
جيمليمي هي قرية تقع في جزيرة أنجوان في جزر القمر. بلغ عدد سكانها 3,031 نسمة حسب إحصاء عام 1991. و5,335 في تقدير عام 2009.